# كارل موجيريدجي
كارل موجيريدجي (بالإنجليزية: Karl Muggeridge)‏ مواليد 20 أبريل 1974 في نيوساوث ويلز، أستراليا، هو متسابق دراجات نارية أسترالي سابق. نافس في بطولة العالم للسوبربايك وبطولة العالم للسوبرسبورت.

## وصلات خارجية
- كارل موجيريدجي على موقع WorldSBK.com (الإنجليزية)
- الموقع الإلكتروني